# La carriola

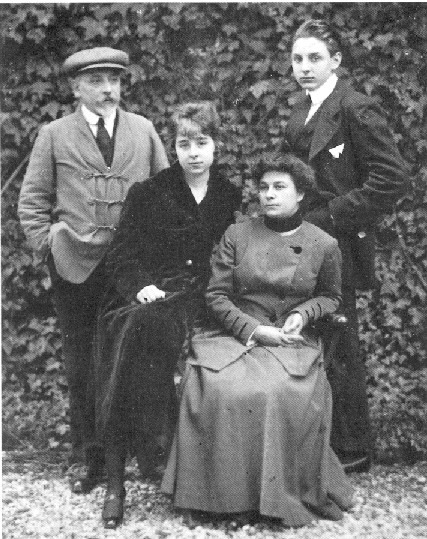
Luigi Pirandello nel 1917 insieme alla moglie Antonietta e ai figli Lietta e Fausto

La carriola è una novella di Luigi Pirandello scritta nel 1917, che fa parte della raccolta Novelle per un anno.

## Contenuto
Si tratta di una novella di ambientazione borghese. Il protagonista è un avvocato di successo, che sta tornando a casa da un viaggio in treno e nel dormiveglia si vede vivere, ovvero si riconosce come altro da sé. La madre era Nicolina. In quel momento capisce che sotto quella forma che la società gli ha dato si nasconde il vuoto, che non ha mai vissuto veramente. Egli non può fuggire totalmente dalla forma e dalle convenzioni sociali, e non gli resta che accettare quella sua forma.
Per sopportarla, però, dovrà inventarsi dei momenti in cui dare libero sfogo a questo altro da sé. La novella termina con la descrizione di uno di questi momenti: l'avvocato afferra la sua cagnolina per le zampe posteriori e le fa fare la carriola, facendole compiere otto o dieci passi nel suo studio. Dal punto di vista narrativo è interessante l'incipit della novella, che è fortemente enigmatico. C'è una descrizione che potrebbe far pensare ad una donna, ma che in realtà si riferisce alla cagnetta, spaventata dal comportamento deviato del padrone.
Il mondo ha imposto al protagonista una maschera: costui è, infatti, obbligato a mostrarsi una persona affidabile, precisa, colta, sicura di sé, delle proprie capacità e possibilità. Il protagonista ci spiega che ogni sua forma, ogni sua maschera è una forma di morte, perché è comunque una maschera. Pirandello, nello scrivere questa novella, intende comunicare che la pace è solo nella follia, che è il sovvertire tutti gli schemi. In questo brano è presente, infatti, la visione di vita pirandelliana, che si caratterizza da una realtà di uomo che non vive ma interpreta una parte; è inoltre pervasa dal pesante incombere di una maschera che non si può togliere perché è vincolante per la riuscita della nostra vita, e che ci porta a un senso di angoscia e solitudine.

## Stile della novella
Nella novella, che è un genere stilistico simile al racconto, con protagonisti, luoghi e tempi inventati, troviamo un narratore in prima persona. La prosa è scarna: questo serve a conferire maggiore tensione al brano; inoltre l'atmosfera è intrisa da amara ironia, come in un mondo paradossale.

## Edizioni
- Luigi Pirandello, Novelle per un anno, Prefazione di Corrado Alvaro, Mondadori 1956-1987, 2 volumi. 0001690-7
- Luigi Pirandello, Novelle per un anno, a cura di Mario Costanzo, Prefazione di Giovanni Macchia, I Meridiani, 2 volumi, Arnoldo Mondadori, Milano 1987 EAN: 9788804211921
- Luigi Pirandello, Tutte le novelle, a cura di Lucio Lugnani, Classici Moderni BUR, Milano 2007, 3 volumi.
- Luigi Pirandello, Novelle per un anno, a cura di S. Campailla, Newton Compton, Grandi tascabili economici.I mammut, Roma 2011 Isbn 9788854136601
- Luigi Pirandello, Novelle per un anno, a cura di Pietro Gibellini, Giunti, Firenze 1994, voll. 3.
- Luigi Pirandello, La carriola, narrato da Gianluca Testa, Teatroformattivo Audiolibri, Audiolibro. Roma 2022 isbn 9791221313482